# Martin Carboo
Martin Carboo (även "MC II Fresh"), född 1963, är en musiker, låtskrivare och artist med rötter i Ghana och Finland.[källa behövs]
Som medlem i The Elephantz deltog Carboo i Melodifestivalen 2006 med låten "Oh Yeah" och slutade på åttonde & sista plats i deltävling två i Karlstad.

## Låtar i urval
- Denniz Pop and MC II Fresh – "Peace!" (1989), låtskrivare och artist (som "MC II Fresh")[2]
- Rob'n'Raz feat. Leila K – "Got to Get" (1989), låtskrivare (som "MC II Fresh")[3]
- Rob'n'Raz feat. Leila K – "Rok the Nation", låtskrivare (som "MC II Fresh")[4]
- Carboo – "We Can Do It", låtskrivare och artist (som Carboo)[5]
- The Elephantz – "Oh Yeah", låtskrivare och artist